# Khadur
Khadur est un village en Inde, au Pendjab, à 38km d'Amritsar. Il est important dans l'histoire du sikhisme et plus spécialement pour trois des Gurus fondateurs de cette religion. Six temples sikhs, des gurdwaras, peuplent le bourg; ce qui montre sa particularité. Guru Nanak, Guru Angad et Guru Amar Das y ont tous laissé une histoire; cependant ce sont les deux derniers cités qui ont marqué le plus Khadur Sahib. Au XVIe siècle cette cité était même devenue un haut lieu de la foi sikhe. Le corps de Guru Angad y a été incinéré; Guru Amar Das a été établi à ce titre de Guru dans le village de Khadoor Sahib.